# Tisza-lejtősakna (Nagykovácsi)
A Tisza-lejtősakna a pilisi szénmedence egyik szénbányászati létesítménye és a hozzá kapcsolódó bányaüzem volt Nagykovácsi közigazgatási területén. Művelése két szakaszban mintegy tíz évet ívelt át (a két szakasz közt több éves szünettel); bezárásához egy halálos kimenetelű baleset és egy, éveken át húzódó, gazdasági tárgyú büntetőeljárás is kapcsolódott.

## Története
Miután a 19. század első felében intenzív szénkutatások kezdődtek a Budai-hegység területén, majd a század derekán a kutatások Pilisszentiván területén meghozták az első biztató eredményeket, Nagykovácsi határában is több szénkutatás indult. Az első, többnyire nem túl hosszú életű bányaüzemek által feltárt szénmezők kiaknázására az első világháború után új cégek alakultak, ezek egyike volt a Tisza-család széntermelő vállalkozása, amely a család saját birtokán, a korábbi Eder-bánya helye közelében mélyített lejtősaknát, 1921-ben.
A bánya azonban valószínűleg nem teljesítette a beruházók várakozásait, mert a lejtaknából összesen mintegy 6300 tonnányi szenet sikerült kitermelni, ráadásul 1923. október 16-án a bányaüzem munkásai – pontosan nem ismert okból – sztrájkba is léptek. A Tisza-család ezért a következő évben, 1924-ben felhagyta a bányát, ahol a következő 4 évben szünetelt a termelés.
1928-tól Simig Ádám, Heisler Ervin és Farkas Jenő bérelte a bányaterületet, az akna újbóli megnyitással elsőként (1929-ben) a hartai lakos Simig próbálkozott, de anyagi gondjai miatt csak a bánya villamosításáig juthatott, üzemeltetésre már nem volt kapacitása, ezután szállhatott be az üzletbe további pénztőkével Heisler és Farkas; ugyanők a Tisza-lejtősakna helyétől délre egy újabb vágatot is mélyíteni kezdtek kutatási céllal, Heisler-lejtősakna néven. Egy adat szerint Heislert 1931. augusztus 11-én jelentették be új bányabérlőként, más forrás szerint viszont Heisler és Farkas már 1930. augusztusától érdekeltek lehettek a bánya működtetésében. Az egy év eltérésnek amiatt van jelentősége (és amiatt tűnik sokkal valószínűbbnek az utóbbi dátum), mert 1931. június 6-án három ember halálával járó baleset történt a lejtősaknában, ami után a hatóságok előbb ideiglenesen, majd alig több mint egy év után, 1932. november 15-ével véglegesen bezáratták a bányát, márpedig nehezen hihető, hogy egy, bányászati téren járatlan befektető [hiszen a Heisler család részvénytársaságának a profilja szállítmányozás volt] pénzt akarjon áldozni egy bezárt, bizonytalan sorsú bányára.

### Bezárásának körülményei
A bezárás fő oka nyilvánvalóan az lehetett, hogy 1931. június 6-án három ember életét követelő szerencsétlenség történt a lejtősaknában, ami után a szakhatóság ideiglenesen leállíttatta a bányát, ez pedig gazdaságilag igen érzékenyen érinthette a vállalkozást. A Pilishegyvidéki Hírek című járási hetilap beszámolója szerint a végzetes napon két munkás leszállt a bányába, ahol ismeretlen okból nem működtek a légcserét biztosító gépek; ezt követően lement utánuk a motorkezelő is, de ő sem jött fel többet, az újsághír szerint mindhárman sújtólég-, más adat szerint szénmonoxid-mérgezést kaptak.
A Heisler-bánya bezárásához egy (vélelmezett) gazdasági bűncselekmény is kapcsolódik, amiről szintén a Pilishegyvidéki Hírek számolt be a 1932. január 27-i dátummal megjelenő lapszámában. Az „Eltűnt a nagykovácsi szénbánya vezetője” címmel publikált cikk szerint a Heisler Ignác Szállítmányozási Rt. névadó főrészvényese fiának és cégtársának, a 32 éves, a budapesti társasági életben közismert Heisler Ervinnek azt követően veszett nyoma, hogy a szerencsétlenséget követő bányabezárás után hamis váltók kerültek forgalomba Budapesten, az idősebb Heisler Ervin aláírásával, amely váltókat az apa nem ismerte el sajátjainak és nem is fizetett értük. A cikk azzal zárul, hogy az ifjabb Heislert [akiről bulvár jellegű adalékként még az is kiderül, hogy korábban egy operaénekesnőt vett feleségül, de már elváltak] már keresi a rendőrség.
Az ügyben indított büntetőeljárás öt és fél év alatt jutott el az első fokú bírósági ítéletig, amit 1936. december 3-án mondott ki a fővárosi törvényszék. A perben a részvénytársaság három beosztott dolgozóját vádolták meg hamisítással [Heisler Ervin az ítélethirdetésig nem került elő; a periratok szerint feltehetőleg külföldön elhunyt, egy vallomás szerint bujkált a hatóságok elől], s az első fokon eljáró törvényszék mindhármukat felmentette a vádpontok alól. A jogerős ítéletről és esetleges további fejleményekről ezidáig nem került elő adat.

## Elhelyezkedése
Térképi adatok szerint a Tisza-lejtősakna helye a nagykovácsi temetőtől nem messze, a Bánya utca és a Szeles utca által közrefogott háromszögben, a két utca szétágazásától kicsit feljebb, az erdő közelében, míg a Heisler-lejtősakna nyitópontja valamivel délebbre, az elágazás közelében lehetett. A területen ma már semmilyen műtárgy nem jelzi, hogy valaha ott bánya volt.